# Колотилово (деревня, Москва)
Колотилово — деревня в Троицком административном округе Москвы (до 1 июля 2012 года в составе Подольского района Московской области). Входит в состав поселения Краснопахорское.

## Население
| 1859 | 1890 | 1899 | 1926 | 2002 | 2006 | 2010 |
| ---- | ---- | ---- | ---- | ---- | ---- | ---- |
| 79   | ↗111 | →111 | ↗135 | ↘12  | ↗13  | ↘10  |

Согласно Всероссийской переписи, в 2002 году в деревне проживало 12 человек (5 мужчин и 7 женщин). По данным на 2005 год в деревне проживало 13 человек.

## География
Деревня Колотилово расположена в северо-восточной части Троицкого административного округа, примерно в 43 км к юго-западу от центра города Москвы.
В 2 км северо-западнее деревни проходит Калужское шоссе А130, в 2 км к югу — Московское малое кольцо А107. Ближайшие населённые пункты — село Красное, деревни Страдань и Романцево.

## Улицы
В деревне Колотилово расположены следующие улицы и территории:
- Лесная улица
- Озёрная улица
- Осенняя улица
- Территория СНТ Весна-МК
- Территория ТСЖ Павловы Родники
- Центральная улица

## История
В «Списке населённых мест» 1862 года Колотилова (Хохловка) — владельческая деревня 1-го стана Подольского уезда Московской губернии по левую сторону старокалужского тракта, в 15 верстах от уездного города и 13 верстах от становой квартиры, при колодцах, с 10 дворами и 79 жителями (35 мужчин, 44 женщины).
По данным на 1890 год — деревня Красно-Пахорской волости Подольского уезда с 111 жителями.
В 1913 году — 23 двора.
По материалам Всесоюзной переписи населения 1926 года — деревня Страданьского сельсовета Красно-Пахорской волости Подольского уезда в 3,2 км от Калужского шоссе и 16 км от станции Гривно Курской железной дороги, проживало 135 жителей (50 мужчин, 85 женщин), насчитывалось 28 крестьянских хозяйств.
1929—1946 гг. — населённый пункт в составе Красно-Пахорского района Московской области.
1946—1957 гг. — в составе Калининского района Московской области.
1957—1958 гг. — в составе Ленинского района Московской области.
1958—1963, 1965—2012 гг. — в составе Подольского района Московской области.
1963—1965 гг. — в составе Ленинского укрупнённого сельского района Московской области.
С 2012 г. — в составе города Москвы.